# 汤兰兰事件
汤兰兰事件或称寻找汤兰兰事件是2018年初，在中国大陆发生的一起舆论争议事件，由澎湃新闻和《新京报》记者所做2008年黑龙江省未成年人被性侵案的报道所引发。报道中，记者公开当年未成年受害人的身份信息，试图“寻找”被警方保护、更换身份的受害人。记者此举，引起网友反感，反被人肉搜索。事件所涉性侵案本身、新闻伦理、网友反应均引发争议。

## 背景
强奸案涉及个人隐私，根据《中华人民共和国刑事诉讼法》第一百八十八条，可以不公开审理。中国司法对强奸案受害人保护无制度化规定。

## 案件
汤兰兰案是黑龙江省女孩汤兰兰被家人和村民强奸的案件。2008年10月3日，不满14周岁的汤兰兰（化名）向黑龙江省五大连池市龙镇警方写信称她从7岁开始被父亲、爷爷、叔叔、姑父等亲属及村民强奸。10月27日，汤兰兰在寄宿房东兼干妈陪同下报案，检查结果表明她有过性行为。10月底，警方先后抓获犯罪嫌疑人15人。其中有汤父汤继海、汤母万秀玲及爷爷汤瑞景。12月13日，汤瑞景在看守所内咳血，经抢救无效死亡，被鉴定死于肺癌。
2009年9月22日，黑河市中级人民法院一审开庭，2010年10月20日，以强奸罪、强迫卖淫罪、嫖宿幼女罪判处1名被告无期徒刑，10名被告有期徒刑5至15年不等。11名被告向黑龙江省高级人民法院（简称“黑龙江高法”）上诉，2012年10月26日，黑龙江高法驳回上诉。
2014年，黑龙江高法驳回被告之一刘长海的申诉。刘长海再向黑龙江省人民检察院的申诉，于2016年被驳回。再向最高人民检察院的申诉，于2017年被驳回。
被告汤继海、刘万友、陈春付、于东军四人以被诬陷、被刑讯逼供等为由向黑龙江高法申诉。2018年2月8日，黑龙江高法决定立案并组成合议庭复查。同案被告万秀玲提出书面申诉，纪广才、梁利权、王占军、李宝才、徐俊生提出口头申诉。7月27日，黑龙江高法公开开庭宣布驳回申诉。同日，中国中央电视台新闻频道发布报道，首次采访汤兰兰，汤兰兰表示11人无一冤枉。

## 新闻争议
2018年1月30日，澎湃新闻发布报道《寻找汤兰兰：少女称遭亲友性侵，11人入狱多年其人“失联”》，报道开头即指汤兰兰“把全家人送进了监狱”，称案件疑点颇多，证据不足，需重审，呼吁寻找汤兰兰，同时公布了案件被告之一汤母万秀玲提供的汤兰兰新的身份信息。次日，《新京报》发布评论《被全家“性侵”的女孩，不能就这么“失联”着》。
报道发出后，既引发中国大陆舆论争议。媒体“寻找汤兰兰”替代案件本身成为舆论关注的焦点。在微博上，澎湃新闻和《新京报》遭到网友大规模的批评，报道记者亦被网友人肉搜索。有评论指澎湃新闻30日的报道已触及新闻伦理和法律边界。此前《南方周末》记者王瑞峰曾采访过案件，在报道公布前被撤稿。1月19日，记者在个人社交帐号发表后被删除，未引起公众关注。
虽然目前，中国司法对强奸案受害人保护无制度化规定。但汤兰兰案中，有认为出于对受害人的保护，警方为汤兰兰迁移户口、提供新身份是符合常识的。对所谓“失联”，北京市人民检察院的两位人士撰文指出，事件中汤兰兰“从来没有跟媒体联系过，谈不上失联。并且汤兰兰也没有义务与媒体联系。”“让性侵案件的被害人反复回忆被害经历本身就是对人的再次伤害，媒体并无这个权利。”故有评论者，将澎湃新闻“寻找汤兰兰”定义为“人肉搜索”。另有评论指，在现实环境下，澎湃新闻的报道“追问汤兰兰下落是容易的，质疑公检法是困难的”，而对记者进行人肉搜索“不仅找错了靶子，而且用错了方法。”
2月2日，江苏新闻广播发布文章《被父亲爷爷等亲友性侵7年，受害人汤兰兰不能“消失”吗？》，认为澎湃新闻“张贴出受害人的户籍信息，帮助刑满释放人员寻找受害人”。2月3日，《人民日报》的微博帐号发表评论“公众渴望真相，但同样相信：媒体监督亦有法治规范与伦理边界。尤其是对一桩烈度极大的未成年人案而言，知情权本就让位于隐私权，揪出真相，绝不等于让受害人出列。以持中的姿态谋求法治，更有助于守护正义。”

## 备注
1. ↑  有称[5]《南方周末》记者王瑞峰是于欢案的最早的报道者。案件经报导引发舆论关注后，最终于欢在二审中获得减刑。